# Soira
De Soira (ook Emba Soira) is met een hoogte van 3018 meter boven de zeespiegel het hoogste punt van Eritrea. De berg is gelegen in een moeilijk bereikbaar gedeelte van het hoogplateau der Eritrese Hooglanden, in het zuidoosten van de zuidelijke regio Debub.
De Soira kan bereikt worden door een verharde weg die begint in de districtshoofdplaats Senafe, 135 kilometer zuidelijk van de hoofdstad Asmara. Vervolgens loopt een bijzonder lastige en gevaarlijke onverharde weg over een afstand van een kleine 20 kilometer naar de top. Het laatste gedeelte neemt minimaal enkele uren stappen in beslag.